# 绥宁县
绥宁县在中国湖南省西南部，是邵阳市西部的县。县人民政府駐长铺镇。
地图坐标为北纬26°51'38"-27°22'23"，东经110°8′40"-110°57′10"。GDP总量208,420万元（2004年）。区域总面积为2,917.02平方公里。

## 地理
绥宁县北靠雪峰山脉，南依大南山；主要山峰有宝顶山、牛坡头、鸡公坡和神坡山，其中牛坡头海拔1913米，为辖境至高点。地势东南、北部高，东北和西部较低，辖境最低点海拔227米。境内有大小溪流94条，主要河流为巫水和武阳河。
相邻县级行政区有，北界洞口县和武冈市，西邻洪江市、会同县和靖州苗族侗族自治县，南和通道侗族自治县为邻，东与武冈市、城步苗族自治县相连。

## 人口
根據第七次人口普查數據，截至2020年11月1日零時，綏寧縣常住人口為290664人。

## 行政区划
绥宁县下辖8个镇、1个乡、8个民族乡：
长铺镇、武阳镇、李熙桥镇、红岩镇、唐家坊镇、金屋塘镇、瓦屋塘镇、黄土矿镇、东山侗族乡、鹅公岭侗族苗族乡、寨市苗族侗族乡、乐安铺苗族侗族乡、关峡苗族乡、长铺子苗族侗族乡、麻塘苗族瑶族乡、河口苗族乡和水口乡。

## 政治

### 现任领导
| 机构     | 绥宁县人民政府 县长 | · 中国共产党 · 绥宁县委员会 · 书记 | 绥宁县人民代表大会 常务委员会 主任 | · 中国人民政治协商会议 · 绥宁县委员会 · 主席 |
| -------- | ------------------- | ---------------------------------- | ---------------------------------- | -------------------------------------------- |
| 姓名     | 夏贤钦              | 佘芝云                             | 石亮明                             | 梁乐高                                       |
| 民族     | 汉族                | 汉族                               | 汉族                               | 苗族                                         |
| 出生地   | 湖南省邵阳市新宁县  | 湖南省邵阳市邵东县                 | 湖南省邵阳市双清区                 |                                              |
| 出生日期 | 1969年2月（56歲）   | 1975年8月（49歲）                  | 1972年7月（52歲）                  | 1971年6月（53歲）                            |
| 就任日期 | 2021年7月           | 2021年6月                          | 2021年10月                         | 2021年10月                                   |

## 特产
绥宁青钱柳茶：国家地理标志产品。以青钱柳嫩叶，经过精选、洁净、摊放、杀青、揉切、干燥等系列独特的工艺加工精制而成的健康饮品。